# ريلي أوبيلكا
ريلي أوبيلكا (بالإنجليزية: Reilly Opelka)‏ (مواليد 28 أغسطس 1997 في سانت جوزيف، الولايات المتحدة)، هو لاعب كرة مضرب أمريكي سابق بدأ مسيرته كمحترف سنة 2015 وكان يلعب باليد اليمنى. أعلى تصنيف له في الفردي كان المركز الـ 53 في سنة 2019. أعلى تصنيف له في الزوجي كان المركز الـ 346 في سنة 2019.

## روابط خارجية
- ريلي أوبيلكا على موقع رابطة محترفي التنس (الإنجليزية)
- ريلي أوبيلكا على موقع الاتحاد الدولي لكرة المضرب (الإنجليزية)
- ريلي أوبيلكا على موقع كأس ديفيز (الإنجليزية)
- ريلي أوبيلكا على موقع خلاصة التنس.كوم (الإنجليزية)
- ريلي أوبيلكا على موقع إي إس بي إن.كوم (الإنجليزية)